# Ахмаду Атіку
Ахмаду Атіку (1807 — 2 листопада 1866) — султан Сокото в 1859—1866 роках. Відомий також як Ахмаду Зарруку.

## Життєпис
Син султана Абу-Бакра Атіку. Народився 1807 року. За правління батька очолив емірат замфара. У 1842 році претендував на трон, але марно. Тоді разом з еміратами Деббі й Кеббі повстав проти султана Алі Бабби. Не здобувши якогось успіху, мусив замиритися з ним. Заснував фортецю (рибат) в Чиммолі, звідки контролював долину на місто Вурно, що неподалік від столиці Сокото.
1859 року після смерті Алі Бабби обирається султаном Сокоти. Продовжив політику попередників із зміцнення єдності держави. Для цього звів рибати в Морікі, Боко та Бірнін Кая в старій Замфарі та поселення Чафе, на південь від Сокото. Рабах, поселення вище за течією Сокото, було розширено, на півдні брат Ахмаду — Умару Нагвамаце отримав емірат Контагора. Підтримав створення поселень для фульбе в Вамако, Дінгяді та Кілгорі.
Зумів послабити загрозу повстання з боку Гобірави, виокремивши для представника панівної там династії невеличке володіння з містом Сабон Бірні. 1863 року підкорив емірат Хадейджа, що повстав за його попередника.
Помер 1866 року. Йому спадкував стриєчний брат Аліу Карамі.